# Alois Kaltenbrunner (Politiker, 1901)

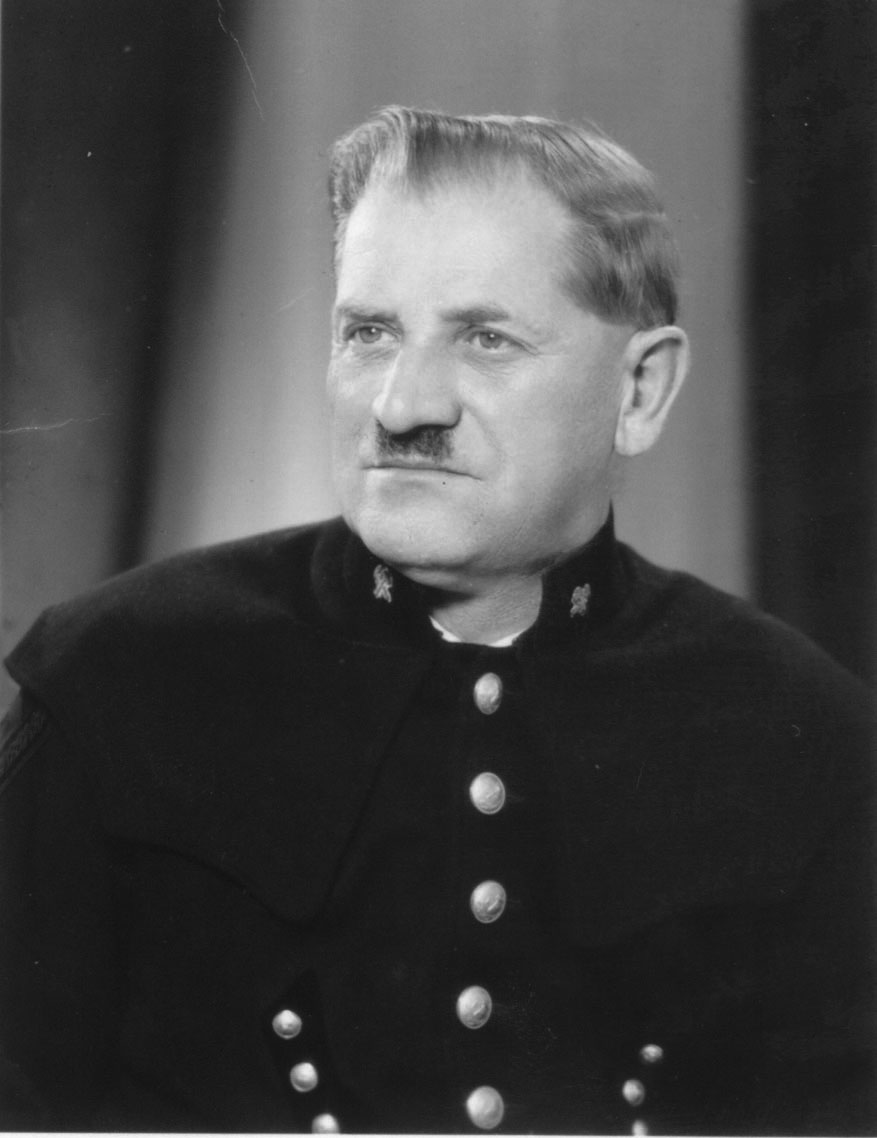
Alois Kaltenbrunner

Alois Kaltenbrunner (* 12. Juli 1901 in Ottnang am Hausruck, Oberösterreich; † 27. Februar 1966 in Ampflwang im Hausruckwald) war ein österreichischer Gewerkschaftsfunktionär und Politiker (SPÖ).

## Leben
Alois Kaltenbrunner arbeitete als Sattler in der Wolfsegg-Traunthaler Kohlenwerks AG. Er war Obmann-Stellvertreter der Metall- und Bergarbeitergewerkschaft in der Landesleitung Oberösterreich und Zentralbetriebsratsobmann der Wolfsegg-Traunthaler Kohlenwerks AG. Weiterhin war er Vorstandsmitglied der Metall- und Bergarbeitergewerkschaft.
In der Gemeinde Ampflwang im Hausruckwald war Alois Kaltenbrunner Obmann der Siedlungsgenossenschaft Ampflwang und Mitglied im Gemeindevorstand.
Vom 19. November 1955 bis zum 15. November 1961 war er Abgeordneter der SPÖ zum Oberösterreichischen Landtag.